# Дондушенски район
Дондушенски район е един от тридесет и двата района на Молдова. Площта му е 645 квадратни километра, а населението – 37 856 души (по преброяване от май 2014 г.). Намира се в часова зона UTC+2. Пощенският му код е 251, а МПС кодът DN.